# Rainer Schüttler
Rainer Schüttler (Korbach, Alemanya Occidental, 24 d'abril de 1976), és un extennista i entrenador de tennis alemany.
Va guanyar un total de quatre títols individual i quatre de dobles. En el seu palmarès destaca la medalla d'argent en dobles masculins amb Nicolas Kiefer a les olimpíades de 2004 a Atenes. També va disputar una final de Grand Slam, concretament l'Open d'Austràlia 2003, en la qual va cedir enfront Andre Agassi. Aquests resultats li van permetre arribar al cinquè lloc del rànquing individual i al 40è en dobles.
Després de la seva retirada va començar a exercir com a entrenador, entre els quals hi ha Serhí Stakhovski, Vasek Pospisil i Angelique Kerber.

## Torneigs de Grand Slam

### Individual: 1 (0−1)
| Resultat  | Núm. | Any  | Torneig          | Oponent      | Marcador      |
| --------- | ---- | ---- | ---------------- | ------------ | ------------- |
| Finalista | 1.   | 2003 | Open d'Austràlia | Andre Agassi | 2–6, 2–6, 1–6 |

## Jocs Olímpics

### Dobles
| Any  | Campionat                     | Parella        | Oponents                        | Resultat                   |
| ---- | ----------------------------- | -------------- | ------------------------------- | -------------------------- |
| 2004 | Jocs Olímpics, Atenes, Grècia | Nicolas Kiefer | Fernando González Nicolás Massú | 6−2, 4−6, 3−6, 7−6(7), 6−4 |

## Palmarès: 8 (4−4−0)

### Individual: 12 (4−8)
| Llegenda (pre/post 2009)                                 |
| -------------------------------------------------------- |
| Grand Slams (0−1)                                        |
| Tennis Masters Cup / ATP Finals (0−0)                    |
| ATP Masters Series / ATP World Tour Masters 1000 (0−1)   |
| ATP International Series Gold / ATP World Tour 500 (1−0) |
| ATP International Series / ATP World Tour 250 (3−6)      |

| Títols per superfície |
| --------------------- |
| Dura (3−6)            |
| Gespa (0−0)           |
| Terra batuda (0−2)    |
| Moqueta (1−0)         |

| Resultat  | Núm. | Data                   | Torneig                     | Superfície   | Oponent            | Marcador                |
| --------- | ---- | ---------------------- | --------------------------- | ------------ | ------------------ | ----------------------- |
| Guanyador | 1.   | 4 de gener de 1999     | Doha, Qatar                 | Dura         | Tim Henman         | 6−4, 5−7, 6−1           |
| Finalista | 1.   | 5 d'abril de 1999      | Chennai, Índia              | Dura         | Byron Black        | 4−6, 6−1, 3−6           |
| Finalista | 2.   | 3 de gener de 2000     | Doha                        | Dura         | Fabrice Santoro    | 6−3, 5−7, 0−3, retirada |
| Guanyador | 2.   | 17 de setembre de 2001 | Xangai, Xina                | Dura         | Michel Kratochvil  | 6−3, 6−4                |
| Finalista | 3.   | 24 de setembre de 2001 | Hong Kong, Hong Kong        | Dura         | Marcelo Ríos       | 6−7(3), 2−6             |
| Finalista | 4.   | 22 d'octubre de 2001   | Sant Petersburg, Rússia     | Dura (i)     | Marat Safin        | 6−3, 3−6, 3−6           |
| Finalista | 5.   | 29 d'abril de 2002     | Múnic, Alemanya             | Terra batuda | Younes El Aynaoui  | 4−6, 4−6                |
| Finalista | 6.   | 13 de gener de 2003    | Open d'Austràlia, Austràlia | Dura         | Andre Agassi       | 2−6, 2−6, 1−6           |
| Finalista | 7.   | 8 de setembre de 2003  | Costa do Sauipe, Brasil     | Dura         | Sjeng Schalken     | 2−6, 4−6                |
| Guanyador | 3.   | 29 de setembre de 2003 | Tòquio, Japó                | Dura         | Sébastien Grosjean | 7−6(5), 6−2             |
| Guanyador | 4.   | 6 d'octubre de 2003    | Lió, França                 | Moqueta      | Arnaud Clément     | 7−5, 6−3                |
| Finalista | 8.   | 19 d'abril de 2004     | Montecarlo, Mònaco          | Terra batuda | Guillermo Coria    | 2−6, 1−6, 3−6           |

### Dobles: 7 (4−3)
| Llegenda (pre/post 2009)                                 |
| -------------------------------------------------------- |
| Grand Slams (0−0)                                        |
| Jocs Olímpics Argent (1)                                 |
| Tennis Masters Cup / ATP Finals (0−0)                    |
| ATP Masters Series / ATP World Tour Masters 1000 (0−0)   |
| ATP International Series Gold / ATP World Tour 500 (1−0) |
| ATP International Series / ATP World Tour 250 (3−2)      |

| Títols per superfície |
| --------------------- |
| Dura (1−1)            |
| Gespa (0−0)           |
| Terra batuda (3−1)    |

| Resultat  | Núm. | Data                 | Torneig                       | Superfície   | Parella          | Oponents                        | Marcador                   |
| --------- | ---- | -------------------- | ----------------------------- | ------------ | ---------------- | ------------------------------- | -------------------------- |
| Guanyador | 1.   | 16 de juliol de 2001 | Stuttgart, Alemanya           | Terra batuda | Guillermo Cañas  | Michael Hill Jeff Tarango       | 4−6, 7−6(1), 6−4           |
| Finalista | 1.   | 20 d'octubre de 2003 | Sant Petersburg, Rússia       | Dura (i)     | Michael Kohlmann | Julian Knowle Nenad Zimonjić    | 6−7(1), 3−6                |
| Finalista | 2.   | 21 d'agost de 2004   | Jocs Olímpics, Atenes, Grècia | Dura         | Nicolas Kiefer   | Fernando González Nicolás Massú | 6−2, 4−6, 3−6, 7−6(7), 6−4 |
| Guanyador | 2.   | 3 de gener de 2005   | Chennai, Índia                | Dura         | Lu Yen-hsun      | Mahesh Bhupathi Jonas Björkman  | 7−5, 4−6, 7−6(4)           |
| Finalista | 3.   | 4 de juliol de 2005  | Gstaad, Suïssa                | Terra batuda | Michael Kohlmann | František Čermák Leoš Friedl    | 6−7(6), 6−7(11)            |
| Guanyador | 3.   | 14 d'abril de 2008   | Houston, Estats Units         | Terra batuda | Ernests Gulbis   | Pablo Cuevas Marcel Granollers  | 7−5, 7−6(3)                |
| Guanyador | 4.   | 4 de maig de 2008    | Múnic, Alemanya               | Terra batuda | Michael Berrer   | Scott Lipsky David Martin       | 7−5, 3−6, [10−8]           |

### Equips: 1 (0−1)
| Resultat  | Núm. | Data               | Torneig                  | Superfície   | Equip                                              | Oponents                                       | Marcador |
| --------- | ---- | ------------------ | ------------------------ | ------------ | -------------------------------------------------- | ---------------------------------------------- | -------- |
| Finalista | 2.   | 23 de maig de 2009 | Copa del Món, Düsseldorf | Terra batuda | Nicolas Kiefer Philipp Kohlschreiber Mischa Zverev | Janko Tipsarević Viktor Troicki Nenad Zimonjić | 1−2      |

## Trajectòria

### Individual
| Open d'Austràlia | A   | Q3  | Q1          | Q2          | 1R          | 2R    | 4R          | 3R          | F           | 1R    | 2R          | 1R          | 1R          | 2R    | 1R          | 2R          | 1R          | Q2  | 0 / 13    | 14 – 13   |
| Roland Garros | A   | A   | Q1          | Q2          | 1R          | 1R    | 1R          | 2R          | 4R          | 1R    | 1R          | 1R          | Q3          | 1R    | 1R          | 1R          | 1R          | A   | 0 / 12    | 4 – 12    |
| Wimbledon | A   | Q1  | Q1          | 1R          | 2R          | 3R    | 2R          | 3R          | 4R          | 3R    | 1R          | 1R          | A           | SF    | 2R          | 2R          | 2R          | A   | 0 / 13    | 19 – 13   |
| US Open | A   | A   | Q2          | Q2          | 1R          | 3R    | 2R          | 1R          | 4R          | 1R    | 2R          | 1R          | 1R          | 1R    | 1R          | 1R          | A           | A   | 0 / 12    | 7 – 12    |
| Jocs Olímpics | NC  | A   | No celebrat | No celebrat | No celebrat | 2R    | No celebrat | No celebrat | No celebrat | 1R    | No celebrat | No celebrat | No celebrat | 2R    | No celebrat | No celebrat | No celebrat | A   | 0 / 3     | 2 – 3     |
| Tennis Masters Cup | A   | A   | A           | A           | A           | A     | A           | A           | SF          | A     | A           | A           | A           | A     | A           | A           | A           | A   | 0 / 1     | 2 – 2     |
| Victòries − Derrotes | 0−1 | 0−0 | 5−2         | 12−15       | 23−29       | 23−29 | 33−31       | 41−30       | 71−30       | 29−30 | 18−24       | 11−21       | 7−13        | 21−23 | 16−29       | 12−17       | 5−13        | 0−0 | 327 – 337 | 327 – 337 |
| Rànquing a final d'any | 446 | 332 | 117         | 109         | 47          | 45    | 43          | 44          | 6           | 42    | 88          | 97          | 99          | 33    | 85          | 84          | 132         | 855 |           |           |
| Llegenda: G: Guanyador; F: Finalista; SF: Semifinalista; QF: Quarts de final; Q: Qualificació; A: Absent; RR: Round Robin; |     |     |             |             |             |       |             |             |             |       |             |             |             |       |             |             |             |     |           |           |

### Dobles
| Open d'Austràlia | A   | A   | A    | A           | 1R          | 1R          | 2R    | 1R          | 1R          | 2R          | 1R   | 1R          | 2R          | 2R          | 0 / 10    | 4 – 10    |
| Roland Garros | A   | A   | A    | A           | 1R          | A           | 1R    | 2R          | 1R          | QF          | A    | A           | A           | 2R          | 0 / 6     | 5 – 6     |
| Wimbledon | A   | A   | A    | A           | 2R          | A           | 1R    | QF          | 2R          | A           | A    | 1R          | 1R          | 1R          | 0 / 7     | 5 – 7     |
| US Open | A   | A   | A    | A           | 1R          | 2R          | 2R    | 1R          | 2R          | 2R          | 2R   | A           | A           | A           | 0 / 7     | 5 – 7     |
| Jocs Olímpics | NC  | NC  | A    | No celebrat | No celebrat | No celebrat | 2n    | No celebrat | No celebrat | No celebrat | 1R   | No celebrat | No celebrat | No celebrat | 0 / 2     | 4 – 2     |
| Victòries − Derrotes | 2−4 | 2−6 | 2−10 | 9−13        | 5−16        | 12−23       | 19−21 | 18−20       | 13−16       | 13−11       | 14−9 | 8−10        | 5−7         | 2−6         | 124 – 172 | 124 – 172 |
| Rànquing a final d'any | 276 | 424 | 199  | 135         | 144         | 73          | 72    | 53          | 74          | 69          | 99   | 151         | 243         | 323         |           |           |
| Llegenda: G: Guanyador; F: Finalista; SF: Semifinalista; QF: Quarts de final; Q: Qualificació; A: Absent; RR: Round Robin; |     |     |      |             |             |             |       |             |             |             |      |             |             |             |           |           |

## Guardons
- ATP Most Improved Player (2003)
- ATP Comeback Player of the Year (2008)